# 1964 في كولومبيا
فيما يلي قوائم الأحداث التي وقعت خلال عام 1964 في كولومبيا.

## رياضة
- 1 يناير – الدوري الكولومبي لكرة القدم 1964 الفائز نادي ميلوناريوس.
- 1 يناير – كوبا أمريكا تحت 20 سنة 1964 الفائز منتخب أوروغواي تحت 20 سنة لكرة القدم.

## مواليد

### يناير
- 1 يناير – آنا ماريا كامبر ممثلة كولومبية.
- 1 يناير – تاتيانا تورو
- 1 يناير – خوسيه فرناندو باوتيستا كوينتيرو سياسي كولومبي.
- 1 يناير – ماريو مندوزا زامبرانو
- 1 يناير – مونيكا برافو فنانة كولومبية.
- 4 يناير – أدريانا موريل درّاجة طريق كولومبية.
- 13 يناير – سانتياغو إسكوبار

### مارس
- 18 مارس – أبيلاردو روندون درّاج طريق كولومبي.
- 19 مارس – خوان لوزانو راميريز
- 23 مارس – أوسكار فارغاس

### أبريل
- 4 أبريل – جوزيه ماريا بازو لاعب كرة قدم كولومبي.
- 16 أبريل – خوليو إيرنيستو بيرنال دراج كولومبي.

### مايو
- 14 مايو – ألفارو لوزانو درّاج طريق كولومبي.
- 29 مايو – خورخي أكوستا لاعب كرة قدم من الولايات المتحدة الأمريكية.

### يوليو
- 22 يوليو – جون ليجويزامو
- 26 يوليو – جايمي كورتيس لاعب كرة مضرب كولومبي.

### أغسطس
- 19 أغسطس – خوان كارلوس كاستيو درّاج طريق كولومبي.
- 26 أغسطس – إزرائيل أوتشوا درّاج طريق كولومبي.

### سبتمبر
- 3 سبتمبر – روبنسون بيتا ملاكم كولومبي.
- 3 سبتمبر – هومبرتو بارا درّاج طريق كولومبي.

### ديسمبر
- 3 ديسمبر – حزقيال كارلوس أرياس أكوستا دراج كولومبي.

## وفيات

### فبراير
- 16 فبراير – فرناندو غونزاليس (مواليد 1895)